# August Riedesel zu Eisenbach
Freiherr August Riedesel zu Eisenbach (* 13. Juni 1779 in Braunschweig; † 27. Juni 1843 auf Schloss Stockhausen) aus dem Haus Riedesel war Erbmarschall der hessischen Landgrafen und Präsident des konstituierenden Landtags in Kurhessen im Jahre 1830.

## Leben
August Riedesel war der zweite Sohn von Johann Conrad Riedesel zu Eisenbach (1742–1812) und dessen Frau Luise Charlotte geb. von Heyden-Hompesch (1755–1804). Er hatte zwei Brüder: Carl Philipp (1775–1853) und Albert Friedrich Carl (1784–1830).
August Riedesel zu Eisenbach war Kammerherr der Großherzöge Ludwig IV. und Ernst Ludwig von Hessen-Darmstadt.
Die Verfassung des Großherzogtums Hessen sicherte dem Senior des Hauses Riedesel einen Sitz in der ersten Kammer der Landstände des Großherzogtums Hessen. August verzichtete auf dieses Mandat zu Gusten seines Vetters Jeanot.
Nach dem Tod des Erbmarschalls Ludwig Riedesel zu Eisenbach aus dem Zweig Ludwigseck des Hauses Riedesel im Jahr 1825 wurde er, als nunmehriger Senior des Hauses Riedesel, Erbmarschall. Er gehörte dem konstituierenden kurhessischen Landtag 1830 an und war dessen Präsident. 1831 bis 1843 war er Mitglied der Ständeversammlung.